# NGC 2765
NGC 2765 é uma galáxia lenticular (S0) localizada na direcção da constelação de Hydra. Possui uma declinação de +03° 23' 34" e uma ascensão recta de 9 horas, 07 minutos e 36,5 segundos.
A galáxia NGC 2765 foi descoberta em 27 de Janeiro de 1786 por William Herschel.